# Alta Via 8
Alta Via 8 je vysokohorská (max 1750 m n. m.) stezka vedoucí ze Feltre do Bassano del Grappa. Je dlouhá cca 63 km.
Stezka vede jižní části Dolomit, která je už poněkud nižší. Stezka vede místy, kde probíhaly za 1. světové války boje mezi Rakouskem a Itálií. Na vrcholu Monte Grappa je vojenský památník Monte Grappa.
Stezku lze spojit se stezkou Alta Via 2 (která má sama 180 km a prochází přes nejvyšší části Dolomit).

## Mapy
- Trasa na openstreetmap
- Trasa na mapy.cz